# Halesia tetraptera
Halesia tetraptera är en storaxväxtart som beskrevs av Job Bicknell Ellis. Halesia tetraptera ingår i släktet snödroppsträdssläktet, och familjen storaxväxter. Utöver nominatformen finns också underarten H. t. monticola.

## Bildgalleri

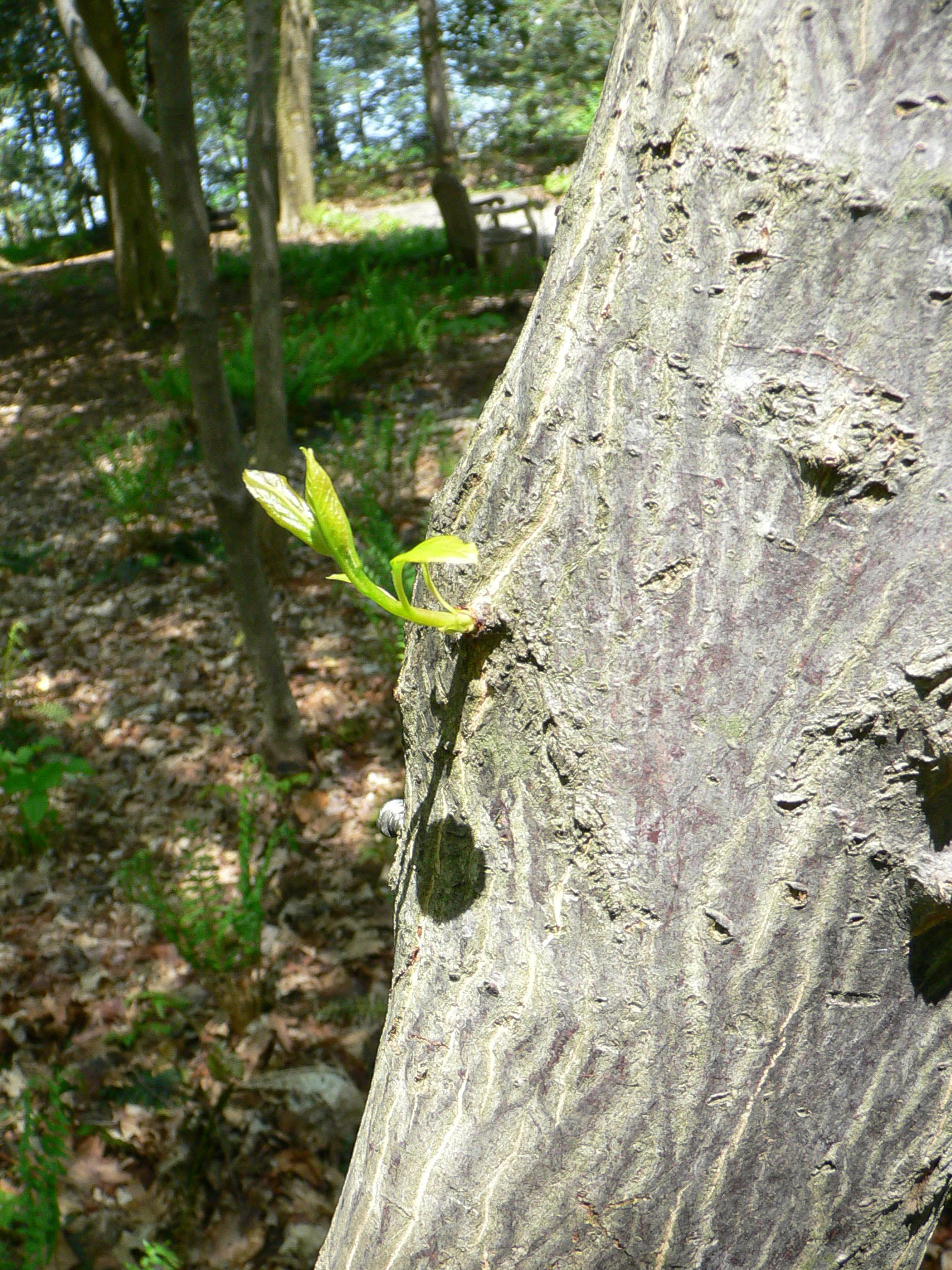
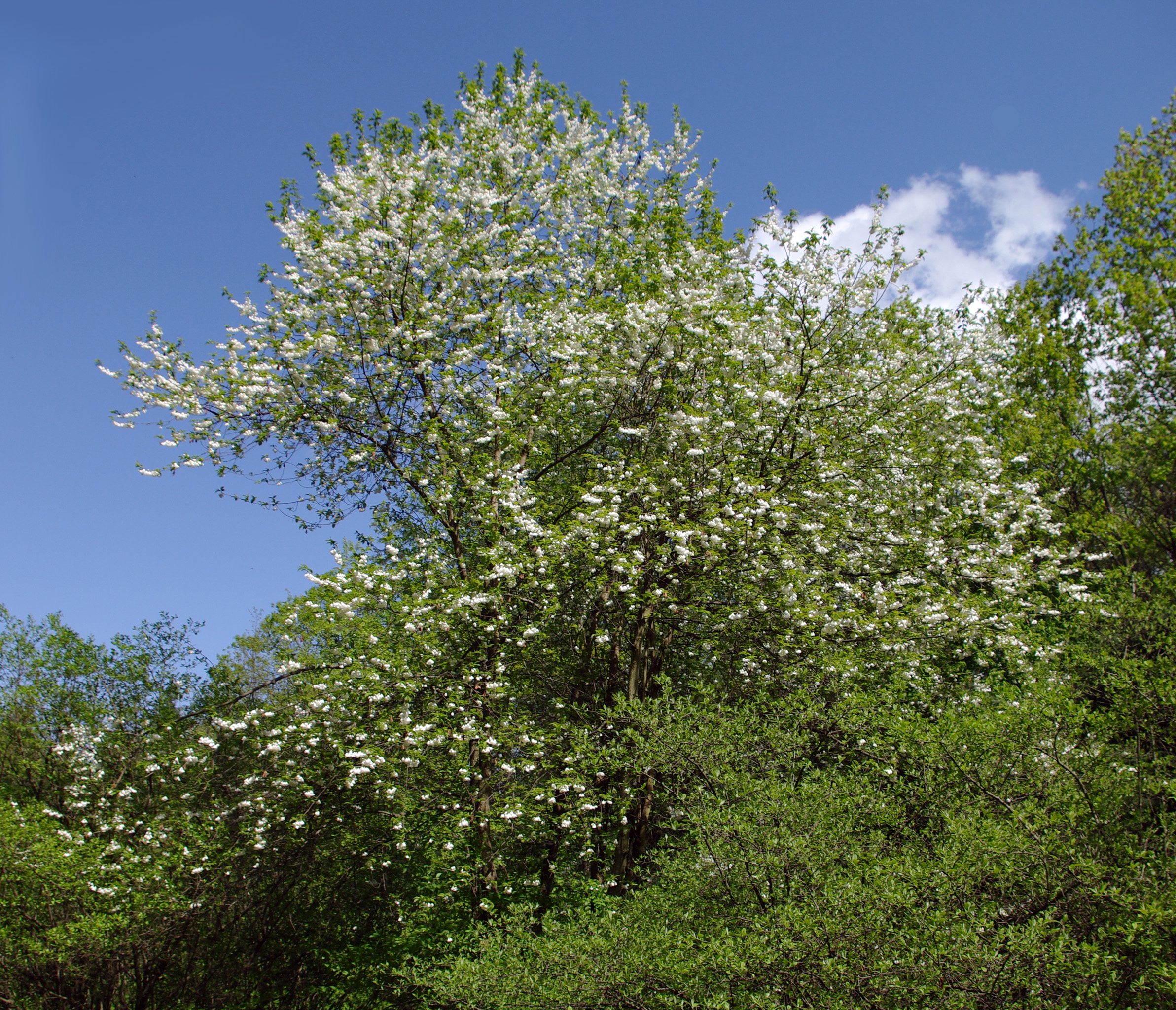
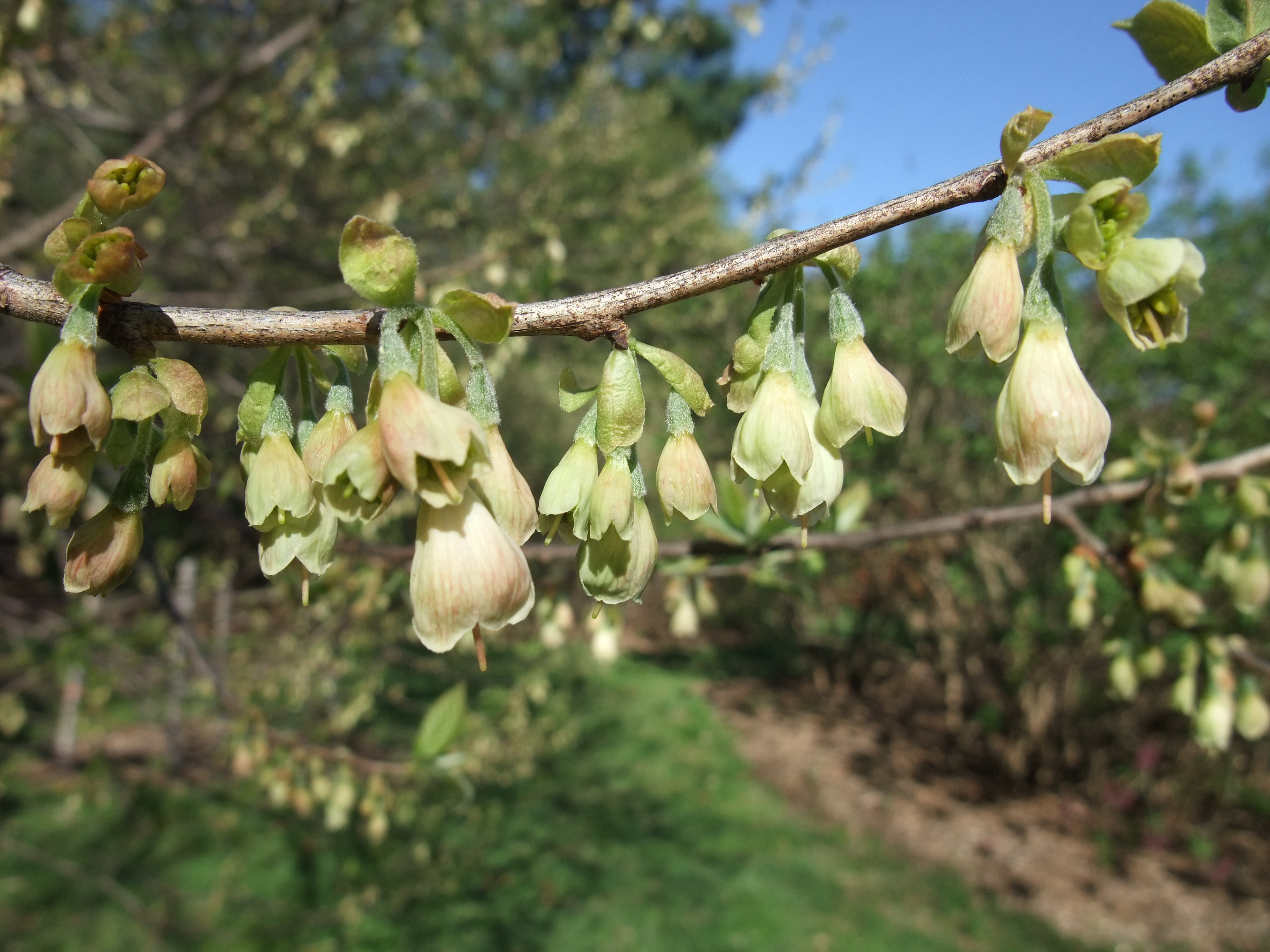
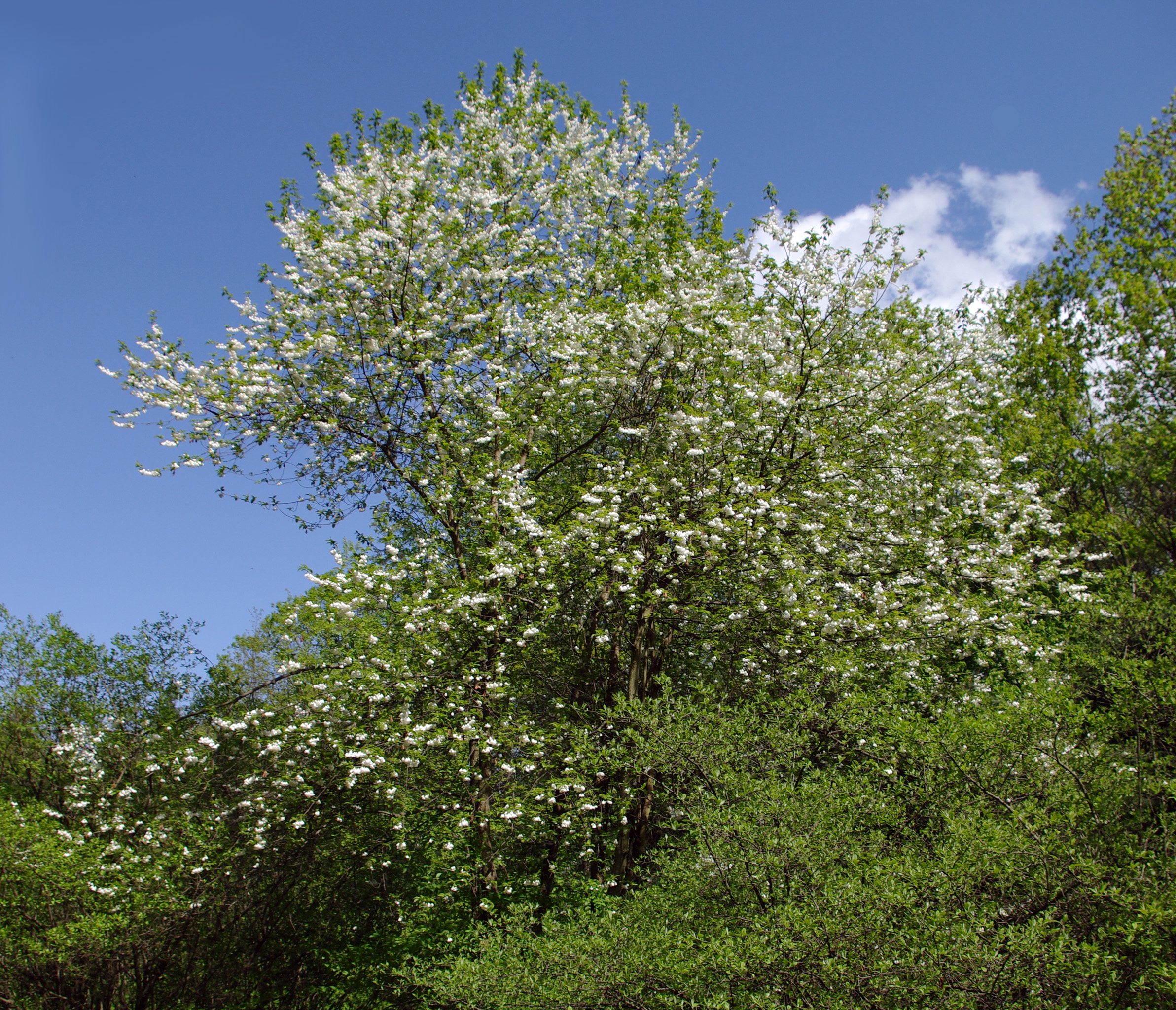
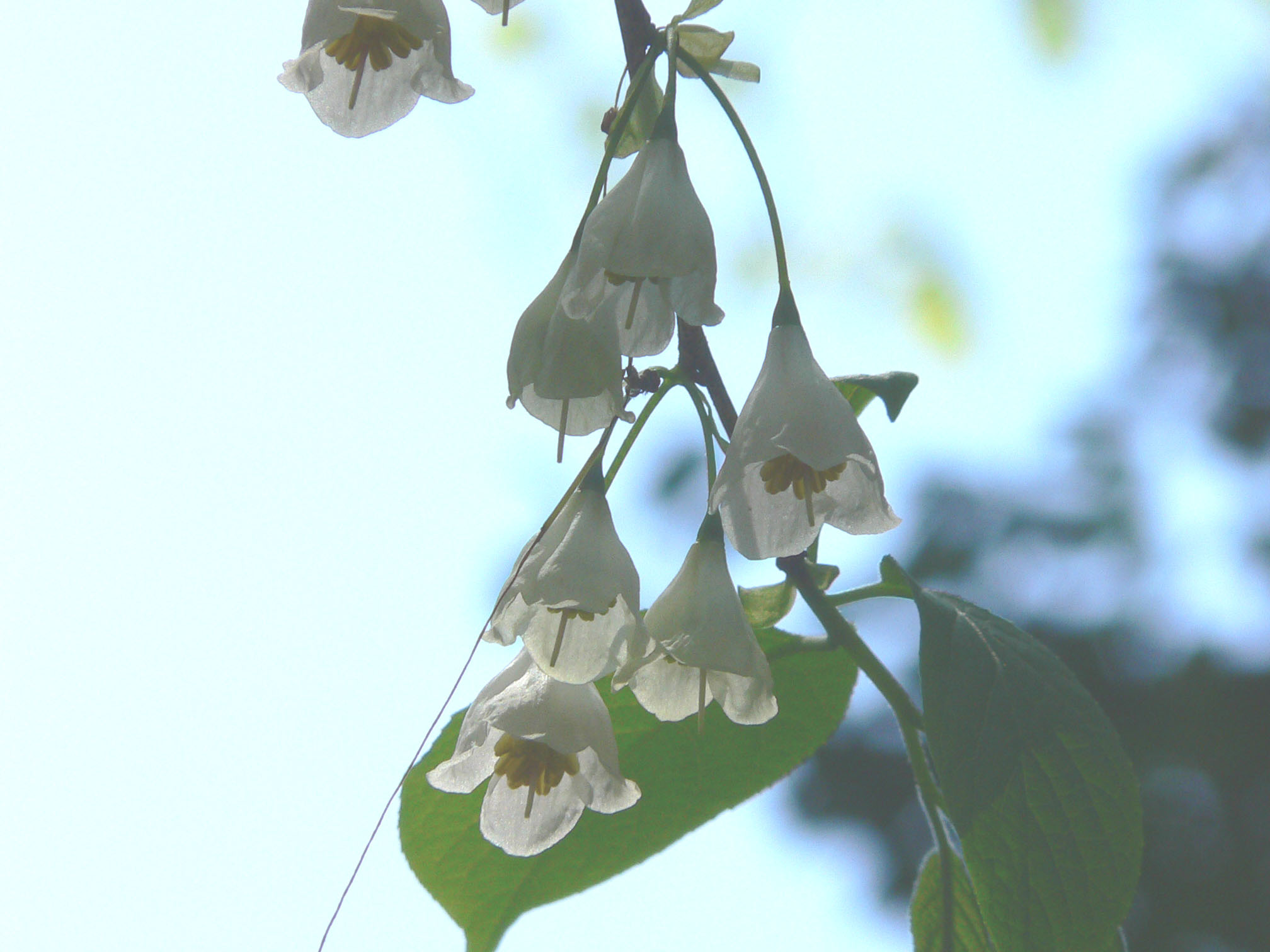
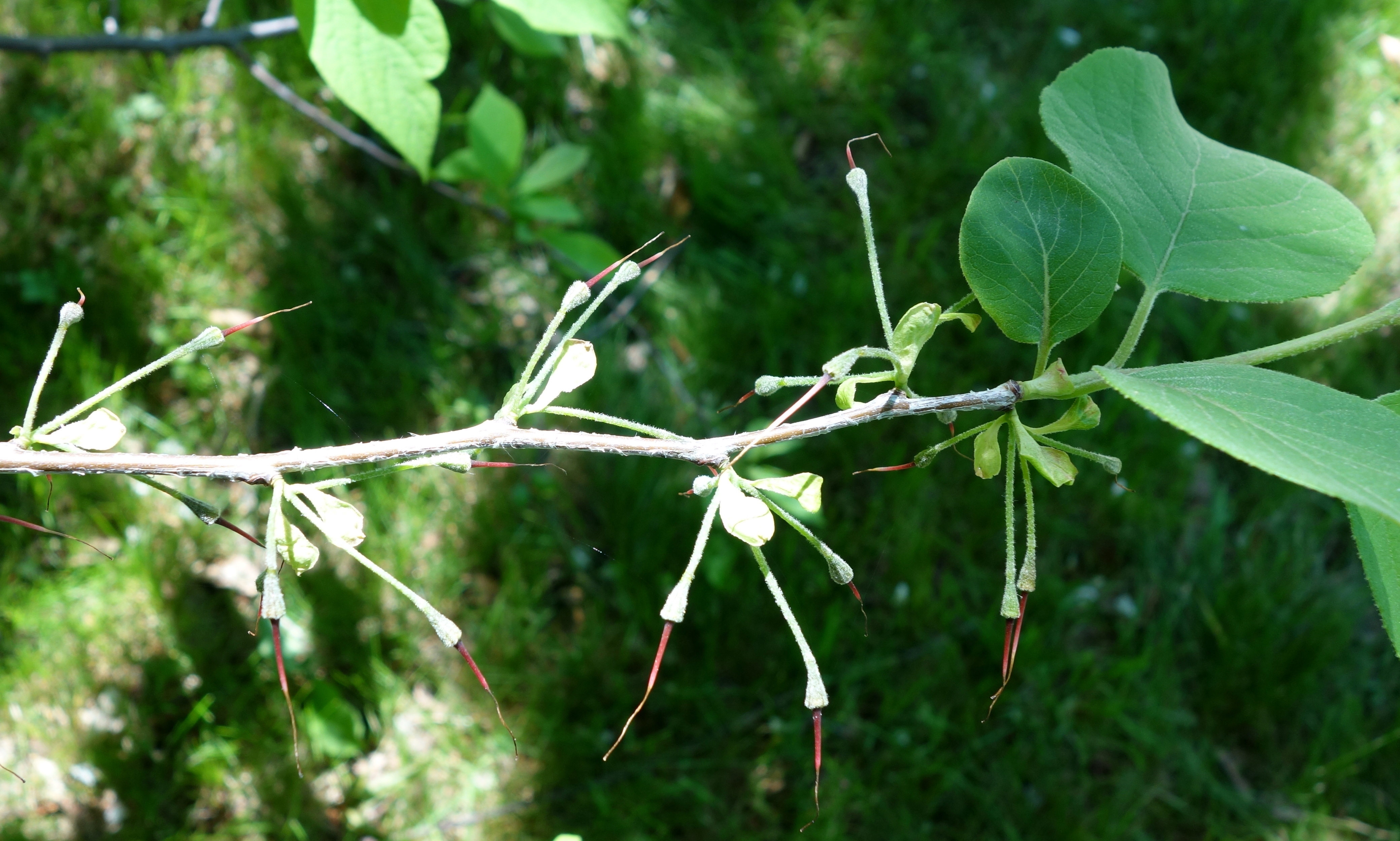